# Chetostoma curvinerve
Chetostoma curvinerve är en tvåvingeart som beskrevs av Camillo Rondani 1856. Chetostoma curvinerve ingår i släktet Chetostoma och familjen borrflugor. Inga underarter finns listade i Catalogue of Life.